# Јелена Балшић Косача
Јелена Балшић Косача (приближно 1413 — октобар 1453) је била српска племкиња и прва херцегиња од Светога Саве. Кћер је зетскога господара Балше III Балшића и супруга Стефана Вукчића Косаче, првога херцега од Светога Саве.
Јелена је рођена у Зети, приближно 1413. године, као старија кћер Балше III, последњег владара из династије Балшића, и његове друге супруге Боље, из северноалбанске, православне великашке породице Закарија. Након Балшине смрти 1421. г. и укључења Зете у састав Српске деспотовине, Боља се вратила у своју родитељску породицу, а Јелена је 1424. године заслугом своје бабе по оцу, кнегиње Јелене Лазаревић, удата за Стефана Вукчића Косачу, синовца војводе Сандаља Хранића Косаче. Јеленин супруг Стефан је наследио свога стрица Сандаља као господар хумски, приморски и дрински, а 1448. године је постао и херцег, узевши титулу „херцега од светог Саве” (пре априла 1449. године), чиме је заокружено стварање новог херцештва, познатог као Војводство Светог Саве (лат. Ducatus Sancti Sabbae). Јелена и Стефан су имали троје деце, а то су: херцег Владислав Косача, херцег Влатко Косача и босанска краљица Катарина Косача. Херцегиња Косача је умрла почетком октобра 1453. године.